# Bernd Gummelt
Bernd Gummelt (República Democrática Alemana, 21 de diciembre de 1963) es un atleta alemán retirado especializado en la prueba de 50 km marcha, en la que ha conseguido ser subcampeón europeo en 1990.

## Carrera deportiva
En el Campeonato Europeo de Atletismo de 1990 ganó la medalla de plata en los 50 km marcha, con un tiempo de 3:56:33 segundos, llegando a meta tras el soviético Andrey Perlov y por delante del también alemán Hartwig Gauder (bronce con 4:00:48 s).